# Абрамович Семен Дмитрович
Семе́н Дми́трович Абрамо́вич (* 29 червня 1945, Житомир) — український літературознавець, культуролог, релігієзнавець. Доктор філологічних наук (1992), професор (1993). Батько поетеси Марії Тілло.

## Біографія
1968 року закінчив філологічний факультет Житомирського державного педагогічного інституту (нині Житомирський державний університет імені Івана Франка). 1973 року закінчив заочну аспірантуру з російської літератури при Львівському університеті. Там же захистив кандидатську дисертацію «Історична проза Валерія Брюсова». Докторську дисертацію «Концепція особистості у Чехова-оповідача в контексті ідейно-естетичних пошуків російського реалізму» захистив 1991 року в Інституті літератури імені Тараса Шевченка Академії наук України.
Працював масовиком у Житомирському Палаці піонерів, вчителем малювання в школі № 23 Житомира (1965—1974), викладав літературу в Коростишівському педагогічному училищі (1968—1974).
У 1974—1988 роках — старший викладач, доцент Кам'янець-Подільського педагогічного інституту (нині Кам'янець-Подільський національний університет). Від 1988 року — у Чернівецькому університеті: доцент, від 1993 року — професор, від 1996 року — завідувач кафедри російської філології. У 1995—1996 роках — завідувач кафедри українознавства та гуманітарних наук Чернівецького медичного інституту. У 1998—2009 роках працював завідувачем кафедри гуманітарних наук Чернівецького торговельно-економічного інституту Київського національного торговельно-економічного університету (КНТЕУ). Тепер — завідувач кафедри слов'янської філології та загального мовознавства Кам'янець-Подільського національного університету імені Івана Огієнка.

## Наукова діяльність
Досліджує російську та зарубіжну літературу. Зокрема, проблеми вивчення Біблії та її рецепції в художньому тексті. Творчості Антона Чехова присвячено праці:
- «Концепция личности у Чехова-повествователя в контексте идейно-эстетических исканий русского реализма» (1990),
- «„Живая“ и „мёртвая“ душа в художественном мире Чехова-повествователя» (1991),
- «Мир любви и семьи в повествовательной прозе А. П. Чехова (1997),
- Мир любви и семьи в повествовательной прозе А. П. Чехова / Абрамович С. Д. Черновиц. гос. ун-т.- Черновцы, 1997. — 140 с. — Библиогр.: 57 назв. — РОС. — Ten. Укр ИНТЕИН,
- „Рецепция чеховского эстетического идеала в русской литературе ХХ века“ (1999).

Серед інших зацікавлень: теорія літератури, риторика, українознавство, культурологія, теологія,релігієзнавство.
У дослідженнях вченого розглянуто аспекти рецепції Біблії в літературі, процес переходу „паралітературних явищ“ у літературно-художні структури, питання компаративістики, проблеми творчої індивідуальності письменника.
Під керівництвом Абрамовича захищено одинадцять кандидатських дисертацій.

## Монографії
- Біблія як форманта філологічної культури. — К. — Чернівці: Рута, 2002. — 230 с. — ISBN 966-568-458-2.
- Абрамович С. В поисках утраченного рая: Духовное самоопределение русского писателя XIX — начала ХХ ст. Монография. — К.: Издательский дом Дмитрия Бураго, 2009. — 264 с. + 16 с. илл. — ISBN 987-966-489-7.
- Абрамович С. Біблія та сьогоднішня культура: Актуальні проблеми української духовної розбудови. Монографія. — Кам'янець-Подільський: Аксіома, 2009. — 134 с. — ISBN 978-611-019-6.
- Абрамович С. Біблія та формування сакрального простору європейської митецької культури: монографія / С. Д. Абрамович. — К. : Видавничий дім Дмитра Бураго, 2011. — 150 с. — ISBN 978-966-489-100-1.
- Абрамович С. Біблія як інтертекст світової літератури: колективна монографія / С. Д. Абрамович. [Загальне редагування та авторські розділи]. — Кам'янець-Подільський: Аксіома, 2011. — СС.: 5-34, 44-103, 225—242, 263—297. — ISBN 978-966-496-189-6.
- Абрамович С. Двоемирие Гоголя: монография  / С.  Абрамович. — Каменец-Подольский: Каменец-Подольский национальный университет имени Ивана Огиенко, 2014. — 125 с.
- Абрамович С. Статті про літературу / С. Абрамович. — К. : Видавничий дім Дмитра Бураго, 2015. — 200 с.
- Абрамович С. Библейская метаистория в нарративной прозе Чехова: монография / Семен Абрамович. — К. : Издательский дом Д. Бураго, 2016. — 134 с.
- Абрамович С. Вибране. Літературознвство. Теологія та релігієзнавство. Культурологія / Семен Абрамович. — К. : Видавничий дім Дмитра Бураго, 2016. — 552 с.
- Абрамович С., Крючкова О. Грегорі Нормінтон: „золотий  хлопчик“ постмодернізму в контексті англійського літературного пошуку Нового часу. Монографія. — К.: Видавничий дім Дмитра Бураго, 2017. — 204 с.

## Підручники
- Релігієзнавство: Підручник / С. Д. Абрамович, М. С. Тілло, М. Ю. Чікарькова. — К.: ДаКор, 2004. — 508 с. — ISBN 966-95845-9-0.
- Мовленнєва комунікація: Підручник / С. Д. Абрамович, М. Ю. Чікарькова. — К.: Центр навчальної літератури, 2004. — 472 с. — ISBN 966-8365-59-3.

## Основні навчальні посібники
- Конспект лекцій зі спецкурсу „Світова Фаустіана“ / С. Д. Абрамович. — Чернівці: ЧДУ, 1992.- 114 с.
- Библия и древняя русская литература: Учебное пособие / С. Д. Абрамович, Ю. Г. Ткачев. — Черновцы: Рута, 1999. — 80 с. — ISBN 966-568-098-6.
- Риторика: Навч. посібник / С. Д. Абрамович, М. Ю. Чікарькова. — Львів: Світ, 2001.- 240 с. — ISBN 966-603-106-X.
- Риторика загальна та судова: Навч. посібник / С. Д. Абрамович, В. В. Молдован, М. Ю. Чікарькова. — К.: Юрінком, 2002. — 416 с. -ISBN 966-667-011-9.
- Зарубіжна та українська культура: Навч. посібник / С. Д. Абрамович. — Чернівці, 2002.- 415 с. — ISBN 966-568-472-8.
- Веди. Авеста, Біблія, Коран у шкільному вивченні. Навч. посібник / С. Д. Абрамович. — Харків: Ранок, 2003.- 192 с. — ISBN 966-314-158-1.
- Зарубіжна і українська культура: Навч. посібник / Абрамович С. Д., Чікарькова М. Ю. — Львів: Світ, 2004. — 380 с. — ISBN 966-603-260-0.
- Церковне мистецтво: Навч. посібник / С. Д. Абрамович. — Харків К.: Кондор, 2005. — 206 с. — ISBN 966-8251-34-2.
- Культурологія: Навч. посібник / С. Д. Абрамович, М. С. Тілло, М. Ю. Чікарькова. — К.: Кондор, 2003 . — 320 с. — ISBN 966-57982-74-2.
- Гомілетика: Навчальний посібник / С. Д. Абрамович. — Чернівці: Книги-ХХІ, 2009. — 92 с.
- Біблія як інтертекст європейської філологічної культури: Навчальний посібник / С. Д. Абрамович. — Кам'янець-Подільський: Абетка-Нова, 2010. — 102 с. — ISBN 978-611-539-6.

## Найзначніші наукові статті
- Концепция славянства в стихотворении А. Блока „Скифы“ и поэме Я. Ивашкевича „Азиаты“ // Очерки по истории славянских литературных связей. — Львов, 1978. — С. 101-І19.
- Идейно-эстетическая функция символа у раннего Брюсова //Брюсовские чтения. 1980 г. — Ереван: Советакан грох, 1983. — С.25—33.
- Некоторые аспекты стиля романов Брюсова „Алтарь Победы“ и „Юпитер Поверженный“ // В. Брюсов: Проблемы мастерства. — Ставрополь, 1983. — С. 115—128.
- Мелетій Смотрицький та проблеми філологічної' культури бароко // Українська література XVI — XVIII ст. та інші слов'янські літератури. — К.: Наук думка, 1984. — С. 137—160.
- Женские образы в исторических романах В. Я. Брюсова // Брюсовские чтения 1983 г. — Ереван: Советакан грох, 1985. — С. 114—125.
- „Арії“ проти „семітів“, або Голокост як виправдання Бога? // Мандрівець. — № 5. — 1999. — С. 105—109.
- Художественная концепция времени в трилогии Д. С. Мережковского „Христос и антихрист“ // Література. Літературознавство. Життя. До 75-річчя від дня народження доктора філологічних наук, професора М. В. Теплінського. — Івано-Франківськ, 1999. — С. 179—193.
- Концепция человека в Танахе и ее воздействие на позднейшую европейскую литературу // Еврейская мысль сквозь века. — Вып. 2. — Днепропетровск: Новая идеология, 2000. — С. 116—126.
- Катастрофа и теодицея // Катастрофа європейського єврейства під час другої світової війни. Рефлексії на межі століть. К.: 2000. — С. 151—159.
- Шевченкове наслідування Ісайї як художній вираз порубіжжя двох національних світів // Jews and Slavs. — Jerusalem — Kyiv, 2000. — С. 102—109.
- Спроби подолати європоцентризм у викладанні зарубіжної літератури закінчилися?//Всесвітня література в середніх навчальних закладах України.- 2001.- № 1.- С. 8- 9.
- Имманентная конфликтность христианской концепции человека в романе Германа Гессе „Нарцисс и Гольдмунд“ // Збірник на пошану професора Марка Гольберга. — Дрогобич: Вимір, 2002. — С. 29—35.
- Християнське виховання та язичницькі традиції в національній культурі // Виховання родини. ІХ Міжнародна Проща Вервиці за єдність Церкви. Читацька конференція „Виховання родини“.- Чернівці: Букрек, 2002. — С. 40—49.
- Проблеми сучасного вивчення Біблії як джерела літературних сюжетів // Науковий вісник Чернівецького університету. — Філософія. — 2003. — Вип.163-164.
- Релігієзнавство в системі освіти як можливість запровадження відкритого типу мислення // Матеріали міжнародного семінару Структура представления знаний о мире, обществе и человеке: в поисках новых смыслов».- Вып. IV. Луганск-Цюрих-Женева. — 2003.- С. 191—210.
- Мистецтво нарації в біблійній прозі // Studia methodologica. — Тернопіль: Тернопільський держпедуніверситет, 2004. — С. 52-59.
- Зміст і складові поняття «література» як актуальна науково-методологічна проблема // Науковий вісник Чернівецького торговельно-економічного інституту КНТЕУ. Гуманітарні науки: Філологія. Вип.. 2-3; присв. 60-річчю від дня народження С. Д. Абрамовича.- Чернівці: ЧТЕІ КНТЕУ, 2005. — С. 6-15.
- Доля гуманітарних наук в сучасному вузі в аспекті входження України в Болонський процес // Нормы и парадоксы сознания и мышления: Материалы международного семинара. — В. VI. — Социальные науки. — Луганск — Цюрих — Женева, 2006. — С. 10-17.
- Уніфікація літургійних текстів в українському ортодоксальному богослужінні як загальнонаціональна культурна проблема // Наукові праці Кам'янець-Подільського державного університету. — Філологічні науки. — Вип. 2. — Т.2. — Кам'янець-Подільський: АБЕТКА-НОВА, 2005. — С. 324—331.
- Ідея «тимчасовості історичного» як підґрунтя біблійної естетики // Історична панорама: Збірник наукових статей ЧНУ. Спеціальність «Історія». — Чернівці: Рута, 2006. — Вип. 3. — С. 138—144.
- Драматическое начало в библейских текстах // Зб. наук. праць: В 2-х т. — Т. 2. Міжнародний театральний симпозіум «Література — театр — суспільство». -Херсон: Айланд, 2007. — С. 6—9.
- Библия как интертекст в художественном мире Чехова // Мова і культура. — Вип. 8. — Т. V II (2). — Видавничий дім Д. Бураго, 2007. — С. 12-16.
- Чи ж може бути християнська етика самоцінним об'єктом вивчення? // Вісник Буковинського православного університету імені митрополита Є. Гакмана. Збірник доповідей. — Вип. 7: Теологія. Християнська етика. — Чернівці: 2007. — С. 34-40.
- Чи адекватно репрезентовано духовний досвід людства у викладанні світової літератури? // Всесвітня література в середніх навчальних закладах України.- 2008.- № 3.- С. 59-61.
- Постмодернизм и наследие Чехова // Наукові праці Кам'янець-Подільського національного університету імені Івана Огієнка. Філологічні науки. — Вип. 20. — Кам'янець-Подільський: Аксіома, 2009. — С. 3-6.
- Прагнення до маніпулювання як вираз кризи мовленнєвої культури // Слово в языке и речи. Международный сборник научных трудов в честь 70-летия доктора филологических наук, професора О. Н. Литвинниковой. — Елец: Елецкий государственный ун-т им. И. Бунина, 2009. — С. 40-44.
- Обретение вечности как метасюжет зрелого Чехова // Мова і культура. (Науковий журнал). — К.: Видавничий дім Дмитра Бураго. Вип. 13. — Т. І (137). — 2010. — С. 5-13.
- Sacrum у Блока // Блок и русская литература. — Харьков: Изд-во Харьковского национального педагогического ун-та им. Г. Сковороды, 2010. — С. 66-72.
- Культурна самоідентифікація особистості в сучасному суспільстві: між етноцентризмом та глобалізмом // Наукові праці Кам'янець-Подільського нац. ун-ту ім. Івана Огієнка. — Філологічні науки. — В. 24. — Кам'янець-Подільський: Оіюм, 2010. — С. 41-53.
- Сакральная литература вчера и сегодня // Nomos. — Krakȯw: Instytut Religieznawstwa Jagellonskiego Uniwersytetu, 2010. — № 61/71.- S. 89-101.
- Об'єктивність чи індиферентність? (до питання про методологію вивчення релігій) // Вісник Прикарпатського ун-ту ім. В. Стефаника. — Філософські і психологічні науки. — В. 15. — Івано-Франківськ: Вид-во Прикарпатськ. ун-ту ім. В. Стефаника, 2011. — С. 166—171.
- Актуальные вопросы изучения русской литературы // Мова та культура. Матеріали XV Міжнародної конференції ім. проф. С. Бураго. — Т. 14 (147). — К.: Видавничий дім Д. Бураго, 2011. — С. 229—236.
- Художественный мир Марии Тиллȯ // Литература в контексте культуры. — В. 21(2). — Днепропетровск: Вид-во ДНУ, 2011. — С. 53—60.
- Чехов и мистериальность // «Как меня принимали в Харькове»: Материалы научн. конф. «Чехов и Украина». — К. : Изд. дом «Русское слово», 2011. — С. 23-30.
- Художественный мир Марии Тилло // Література в контексті культури: Зб. наук. праць. — Вип. 21 (2). — К.: Видавничий дім Д. Бураго, 2011. — С. 3-11.
- Актуальные аспекты изучения проблемы «Библия и русская литература» // Acta Universitatis Lodziensis. Folsa Litteraria Rossica. 4. — Łodź [Uniwersytet Łodźki]: Primum Verbum, 2011. — S. 124—130* Homo in amore в художественном мире Гоголя // Наукові праці Кам'янець-Подільського нац. ун-ту ім. І. Огієнка — Філологічні науки. — В. 29. — Ч. 1. — Кам'янець-Подільський: Аксіома, 2012. — С. 126—129.
- Чеховская поэтика как преображение реальности (рассказ «На подводе») // Наукові праці Кам'янець-Подільського нац. ун-ту ім. І. Огієнка — Філологічні науки. — В. 30. — Кам'янець-Подільський: Аксіома, 2012. — С. 7-11.
- Сыноубийство в «Тарасе Бульбе»: инициация или жертвоприношение? // Гоголезнавчі студії. — В. 2 (19). — Ніжин: Вид-во НДУ ім. М. Гоголя, 2012. — С. 5-17.
- Многообразие и достоверность религиозного опыта / Семен Абрамович // Збірник статей V Всеукраїнської міжконфесійної християнської науково-практичної конференції «Формування основ християнської моралі в процесі духовного відродження нації». — Кам'янець-Подільський: Аксіома, 2012. — С. 3–8.
- Изучение библейской эстетики как научная проблема / Семен Абрамович // Nomos. Czasopismo religioznawcze. — Kraków: Uniwersytet Jagielloński. Instytut Religioznawstwa. Zakład Wydawniczy Nomos. — 2012. — № 78. — S. 5 — 23.
- К вопросу о рецепции Библии в англоязычной классике ХІХ века (Диккенс, Мелвилл) / С. Абрамович. — Мова і культура. — Вип. 15. — Т. ІХ (163). — К. : Вид. дім Дмитра Бураго, 2012. — С. 298—307.
- Чаадаев: пространство духовной свободы / С. Абрамович. — Мова і культура. — В. 15. — Т. VII (161). — К. : Вид. дім Дмитра Бураго, 2012. — С. 285—292.
- Трансформация библеизмов в русской поэзии, или отличие религиозного транса от вдохновения / Семен Абрамович // Наукові праці Кам'янець-Подільського національного університету імені Івана Огієнка. Філологічні науки. Вип. 33. — Кам'янець-Подільський: Аксіома, 2013. — С.3–10.
- Сповідальний час лірика в диспуті з епічним рухом історії: творчість Віталія Колодія / Семен Абрамович // Слово і час. — 2013. — № 11. — С. 98–106.
- SACRUM в культуре как научная проблема / Семен Дмитриевич Абрамович // Естественно-гуманитарные исследования. Международный журнал. — Вып. 1 (3). — Краснодар: ООО «Академия знаний», 2014. — С. 98–108.
- Трансформация идеи вдохновения в русской литературе ХІХ века: от сакральности к секулярности / Семен  Абрамович // «Мова і культура». — Вип. 17. — Т. І (169). — К. : Видавничий дім Дмитра Бураго, 2014. — С. 362—368.
- Ініціативи свв. Кирила та Мефодія в контексті сакральних мов церкви / С.  Абрамович // Мовознавство. Науково-теоретичний журнал Інституту мовознавства ім. О. О. Потебні та Українського мовно-інформаційного фонду НАН України. — 2014. — № 4. — С. 81–87.
- Нарратологический ракурс психологизма лермонтовского «Демона» в контексте мироощущения Модерна / Семен Абрамович // Вісник КПНУ. Філологічні науки. — 2014.– № 36. — С. 9–15.
- «Материя сна / мечты» в «Буре» Шекспира и ее интерпретация в русских переводах / Семен Абрамович, Мария Чикарькова // Вісник КПНУ. Філологічні науки. — 2014.– № 37. — С. 5–9 (у співавторстві з М. Чікарьковою).
- «Вгору піднесімо серця» (християнський ідеал в його віртуальному та реальному бутті) / Семен Абрамович // Парадигма пізнання: гуманітарні питання. — Вип. 1. — Київ, 2015. — № 1 (4).
- Титаничность вулкана у Розанова и Маринетти / Семен Абрамович // Вісник Кам'янець-Подільського національного університету імені Івана Огієнка. Філологічні науки. — Вип. 38.– Кам'янець-Подільський: Аксіома, 2015. — С. 5–10.
- Людське кохання і проблема свободи в християнській свідомості / Семен Абрамович // Авраамічні релігії: проблеми свободи совісті й віросповідання в контексті міжрелігійних чинників у сфері суспільного буття в Україні та світі. — Національний заповідник «Давній Галич». — Галич, 4–5 червня 2015 р. — С. 5–12.
- Сотеріологічна концепція «Проповідника» («Книги Екклезіястової») / Семен Абрамович // Парадигма пізнання. Гуманітарні питання. — 2015. — № 4 (7). — С. 56–71.
- Ключові слова Старого Завіту як вираз біблійної концепції людини й світу / Семен Дмитрович Абрамович // Науковий вісник Міжнародного гуманітарного університету. — Сер.: Філологія. — В. 16. — Одеса: Міжнародний гуманітарний університет, 2015. — С. 4–7.
- Малюнок Гоголя як когнітивний вираз сексуальної само- ідентифікації / Семен Абрамович // Гоголезнавчі студії. — Вип. V (22). — Ніжин: Ніжинський державний університет імені Миколи Гоголя, 2015. — С. 5–11.
- Совість як історико-культурна категорія / Семен Абрамович // Емінак [Науковий щоквартальник]. — 2015. — № 4 (12). — С. 129—136.
- Трансформація ідеї монархії в Біблії та формування поняття прав людини / Семен Абрамович // Зб. м-лів Всеукраїнської науково-практичної конференції з міжнародною участю «Модернізація соціогуманітарного простору: історичний досвід, виклики та перспективи». — Вінниця, 2015. — С. 166—168.
- Структура поэтического образа у Марии Тиллó (стихотворение «Жизненный путь») / Семен Абрамович // Науковий вісник Міжнародного гуманітарного університету. — Сер.: Філологія. — Вип. 10. — Одеса: Гельветика, 2015. — С. 4–7.
- Święte księgi jako intertekst rozwoju literackiego oraz niektóre aspekty badania literatury rosyjskiej / Семен Абрамович // Наукові праці Кам'янець-Подільського національного університету імені Івана Огієнка. Філологічні науки. Вип. 39. — Кам'янець-Подільський: Аксіома, 2015. — С. 5–10.
- Екзистенціальний бунт natūra naturāta у Гоголя як літературознавча проблема / Семен Абрамович // К. : Парадигма пізнання.– 2016. — № 1 (12). — С. 5—21.
- Библейская диалогичность и чеховская драматургия / Семен Абрамович // Науковий вісник Міжнародного гуманітарного університету. — Сер.: Філологія. — Вип. 20.– Одеса: Гельветика, 2016. — С. 4–7.
- Вариативность текста песни «Вставай, страна огромная!» и проблема его народности / Семен Абрамович // Мова и культура. (Науковий журнал). — К.: Видавничий дім Дмитра Бураго, 2016. — Вип. 18. — Т. IV (179). — С. 188—195.
- О структуре художественного образа у Хлебникова. Рефлексии над стихотворением «Крылышкуя золотописьмом тончайших жил…» / Семен Абрамович // Мова і культура.– Вип. 18. — Т. V (180). — К. : Вид. дім Д. Бураго, 2016. — С. 368—375.
- Совесть и духовная свобода в контексте доминации «светской религии» / Семен Абрамович // Collegium. Международный научно-художественный журнал. — Вып. 25. — К. : Издат. дом Д. Бураго, 2016. — C. 240—245.
- Культурологические аспекты формирования русской нарративной прозы Нового времени / Семен Абрамович // Науковий вісник Міжнародного гуманітарного університету. — Сер.: Філологія. — Вип. 21.– Одеса: Гельветика, 2016. — С. 4–8.
- Дискретний характер реалізації моральної максими у Старому Завіті / Семен Дмитрович Абрамович // Міжконфесійні конфлікти у прикордонних регіонах: історична ретроспектива та виклики сучасності. Толерантність в історичному та міжкультурному вимірах: матеріали міжн. наук.-практ. конференції 13–14 жовтня 2016 р. — Чернівці: Чернівецький нац. ун-т, 2016. — С.3–8.
- Екзистенціальний бунт natūra naturāta у Гоголя як літературознавча проблема / Семен Абрамович // Парадигма пізнання. — К. : 2016. — № 1 (12). — С. 5–21.
- Чи припустимий критерій «природності» в теологічних інтерпретаціях проблеми сексуальних меншин? / Семен Абрамович // Богословський вісник. Науковий журнал. — Чернівці: Чернівецький національний університет, 2016. — С. 5–14.
- Delight and horror of finding All-seeng Eye (the consept of consistence in diachronic proection) / Semen Abramovich // Релігія та Соціум. Міжнародний часопис. [ЧНУ імені Ю. Федьковича]. — 2016. — № 3–4.– C. 100—108.
- The interpretation of religious experience in secular scienses study as the methodological problem / Semen Abramovich // Богословський вісник: Науковий журнал. — № 16. — Чернівці: ЧНУ, 2017. — С. 5–10.
- Автор ряду статей у «Лексиконі загального та порівняльного літературознавства» (Чернівці, 2001).

## Літературно-художня діяльність
Абрамович С. Стихотворения // Радуга. — 2008. — № 3. — С. 68–70.
Абрамович С. Стихи // Collegium. Международный научно-художественный
журнал. — 2008. — № 3. — С. 247—253.
Абрамович С. Consecutio temporum. Стихи. — К. : Издательский дом Дмитрия Бураго, 2008. — 46 с.
Абрамович С. Стихотворения // Радуга. — 2008. — № 3. — С. 68–70.
Consecutio temporum: сборник лирических стихотворений. — Киев, 2009.
Абрамович С. Шуршит неизносно бумажная плоть… [Стихи] /  Семен Дмитрович Абрамович  // Соты. Литературно-художественное издание. — К. : Издательский дом Дмитрия Бураго, 2012. — С. 83–88.
Абрамович С. Fecit. Поэт. Прозаик. Художник / Семен Абрамович. [Стихи, проза, живопись и графика] — К.: : Издательский дом Дмитрия Бураго, 2015. — 164 с.
Абрамович С. Антіохійський триптих. Роман / Семен Абрамович. — К: Видавничий дім Д. Бураго, 2015. — 75 с.

## Редагування колективних монографій
- Гуманізація науки як мегадисциплінарна проблема . — Під ред. проф. С. Д. Абрамовича. — Чернівці: Зелена Буковина, 2006. — 145
- Абрамович С. Біблія як інтертекст світової літератури: монографія / С. Д. Абрамович. [Загальне редагування та авторські розділи колективної монографії]. — Кам'янець-Подільський: Аксіома, 2011. — Сс.: 5–34, 44–103, 225—242, 263—297.
- Семен Дмитрович Абрамович[недоступне посилання з червня 2019]